# Ханхикиви
АЭС Ханхикиви-1 (фин. Hanhikivi 1 -ydinvoimalaitos), ранее называвшийся АЭС Пюхяйоки (фин. Pyhäjoen ydinvoimalaitos) — проект одноблочной атомной электростанции в Финляндии. Предполагалось что станция будет состоять из одного энергоблока с реактором ВВЭР-1200 по проекту АЭС-2006.
Заявка на строительство АЭС «Ханхикиви-1» в правительство Финляндии была подана в 2015 году, однако строительство тормозилось затянувшейся процедурой получения разрешения финского регулятора. В мае 2022 года в связи с российским вторжением на территорию Украины финская компания Fennovoima расторгла контракт с российским «Росатомом». В 2024 году начался снос зданий недостроенной АЭС. 

## Место строительства
Консорциум рассматривал два возможных места строительства АЭС — община (муниципалитет) Симо в провинции Лапландия и мыс Ханхикиви (мыс) в общине (муниципалитете) Пюхяйоки в провинции Северная Остроботния. Как тот, так и другой вариант вызывал нарекания со стороны общественных экологических организаций, однако наибольшей критике подвергался план строительства на мысе Ханхикиви, который, по мнению некоторых специалистов, является уникальным природным объектом. Ещё в 2009 году в Финляндии начала действовать ассоциация Pro Hanhikivi, целью которой является недопущение строительства АЭС на мысе. В том же 2009 году муниципальным советом Пюхяйоки было одобрено строительство АЭС на территории общины.
5 октября 2011 года было объявлено о том, что новая атомная электростанция будет строиться на мысе Ханхикиви в Пюхяйоки — на берегу Ботнического залива, примерно в 100 км к югу от Оулу. Выбор в пользу Пюхяйоки был сделан, по заявлению руководства консорциума, в результате «целостной оценки»; в частности, скальные породы здесь оказались твёрже, чем в Симо, а сейсмическая устойчивость почвы — выше. После объявления о выборе места строительства представители ассоциации Pro Hanhikivi осудили это решение и заявили, что борьба будет продолжена.
Финская газета «Аамулехти» после объявления о том, что определено место строительства АЭС, написала, что в Финляндии, учитывая холодный климат, альтернатив у атомной энергетики нет и её развитие движется в противоположном направлении по сравнению, к примеру, с Германией, принявшей решение о полном отказе от своей атомной энергетики. После аварии на японской АЭС Фукусима-1 Финляндия стала первой в мире страной, которая объявила о строительстве новой атомной электростанции.

## Выбор поставщика
В 2011 году было объявлено о планах строительства АЭС мощностью 1,8 ГВт с началом строительства в 2015-м и пуском в 2020 году. Предполагалось что станция обойдётся от 4 до 6 млрд евро. Строительство АЭС поручено финскому ядерному консорциуму Fennovoima (собственники: 66,7 % — Консорциум финских фирм, 33,3 % — Росатом). Первоначально рассматривалось два возможных поставщика ядерных технологий — французская Areva и японская Toshiba. Однако решения о поставщике в 2012 году так и не было принято. В 2012 году из проекта по финансированию строительства электростанции вышло до 20 % инвесторов (торговая сеть S-ryhmä, продовольственная компания Atria и др.). Было сообщено, что в случае отказа от проекта крупных инвесторов (E.ON или Outokumpu) планы строительства станции могут быть приостановлены. 24 октября 2012 года E.ON объявил о продаже своего бизнеса в Финляндии и отказе от участия в строительстве финской АЭС.
Переговоры с Areva закончились безрезультатно, переговоры с Toshiba о поставке реактора мощностью 1600 МВт продолжались. В марте 2013 года Fennovoima объявила о том, что начинает переговоры о поставке атомного реактора для АЭС Пюхяйоки с Росатомом — российской госкорпорацией по атомной энергии, при этом речь идёт о реакторе мощностью 1200 МВт.
3 июля 2013 года финской компанией Fennovoima и ЗАО «Русатом Оверсиз», дочерним предприятием российской госкорпорации «Росатом», было подписано соглашение о разработке проекта с целью подготовки к подписанию контракта на строительство станции. Планируется, что этот контракт будет подписан до конца 2013 года. 21 декабря 2013 года Fennovoima и ЗАО «Русатом Оверсиз» подписали договор о поставке оборудования для АЭС. 24 декабря Fennovoima и компания «ТВЭЛ» (другое дочернее предприятие «Росатома») заключили контракт на поставку ядерного топлива, а также оказание сопутствующих услуг по проектированию, лицензированию, а также обучению персонала станции. В соответствии с контрактом «ТВЭЛ» обязуется поставить топливо для первой загрузки станции и её эксплуатации в течение 10 лет; предусмотрено продление контракта. Сумма контракта составила более 450 млн евро.
25 февраля 2014 года в Хельсинки главой «Росатома» Сергеем Кириенко и министром экономики Финляндии Яном Вапаавуори было подписано российско-финляндское межправительственное соглашение в области ядерной энергетики, в котором был оговорён порядок обмена конфиденциальной информацией и урегулированы вопросы ответственности в случае чрезвычайных происшествий. По мнению финского министра, соглашение является весьма актуальным с точки зрения проекта строительства российско-финской АЭС в Ханхикиви, поскольку существовавшее ранее подобное соглашение прекратило своё действие в 2004 году. В связи с изменением поставщика, а также мощности реактора компанией Fennovoima в марте 2014 года была подана заявка на выдачу дополнительных лицензий к разрешению на строительство АЭС. По этой же причине потребовалось повторное рассмотрение муниципальным советом Пюхяйоки вопроса строительства АЭС на территории общины; 7 мая 2014 года совет повторно одобрил строительство 18 голосами против 3 (в 2009 году поддержка строительства была меньшей — 16 голосов против 5). 13 мая 2014 года «Росатом» начал принимать предложения от субподрядчиков из России и Финляндии по их возможному участию в сооружении АЭС. В октябре 2014 года ЗАО «Русатом Оверсиз» подписало договор с ОАО «Атомпроект» на разработку полного пакета проектной документации АЭС в Пюхяйоки. В сентябре 2014 года правительство Финляндии одобрило проект строительства АЭС при участии России, предусматривающий использование российского реактора ВВЭР-1200; а 27 ноября 2014 года этот проект был одобрен экономическим комитетом эдускунты.

## Протесты экологов
По мнению министра по вопросам окружающей среды Вилле Нийнистё («Зелёный союз»), высказанному в марте 2014 года, отношение к строительству АЭС в Ханхикиви — это и вопрос выбора относительно будущего Финляндии. «Хотим ли мы, чтобы в Финляндии появился ещё один атомный реактор, поставкой которого будет заниматься компания, большая часть акций которой находится во владении россиян? Или всё же мы хотим сделать упор на отечественные возобновляемые источники энергии и производство, которое создаст новые рабочие места в нашей стране?».
13 октября 2014 года активисты из хельсинкской экологической организации Hyökyaalto, проникнув на территорию АЭС, на 6 часов заблокировали дорожные работы. Полиции удалось арестовать шестерых из девяти демонстрантов. В начале декабре 2014 года петиция против строительства АЭС в Пюхяйоки, под которой шведской организацией Kärnkraftsfritt Bottenviken было собрано в Швеции более 20 тысяч подписей, была передана в парламент Финляндии. Kärnkraftsfritt Bottenviken, выступающая за Ботнический залив, свободный от атомной энергии, выразила, в частности, свою обеспокоенность тем, что исследования возможного влияния будущей АЭС на окружающую среду были, по мнению организации, неполноценными.
6 августа 2015 года в центре Хельсинки состоялась демонстрация противников строительства АЭС в Пюхяйоки; около ста демонстрантов требовали, чтобы правительство не рассматривало заявление на строительство АЭС компании Fennovoima.

## Собственники и финансирование
По состоянию на лето 2015 года участники проекта с финской стороны являются владельцами более 60 % акций будущей АЭС — таково требование национального регулятора. Среди них: производитель нержавеющей стали Outokumpu, строительная компания SRV, а также присоединившаяся к проекту в начале августа 2015 года финская государственная энергетическая компания Fortum. Российская компания Русатом оверсиз владеет 34 % акций проекта.
Предварительная стоимость возведения станции по данным на конец 2013 года составляла 6,5 млрд евро, из них расходы Fennovoima — 1,6 млрд евро, остальные расходы собирался взять на себя «Росатом». Предполагается что Росатом предоставит кредит в размере около 5 млрд евро, из которых до 2,4 млрд евро будет предоставлено из средств Фонда национального благосостояния России.

## Ход работ
Летом 2015 года Fennovoima подала финским властям заявку на получение лицензии. Предполагалось, что полный комплект документов для национального регулятора отрасли компания сможет собрать в 2020 году, а лицензия на строительство станции будет получена в первой половине 2022 года.
Несмотря на отсутствие лицензии торжественная церемония начала работ по закладке котлована состоялась 22 января 2016 года. Главным подрядчиком строительства является российский концерн «Титан-2», который отвечает за все работы от котлована до запуска станции.
Начало строительство предполагалось в 2023 году, ввод станции в эксплуатацию — в 2029 году.
2 мая 2022 финская проектная компания Fennovoima из-за агрессии России против Украины в одностороннем порядке расторгла контракт с «Росатомом» на строительство АЭС; 24 мая Fennovoima отозвала заявку на лицензию для строительства АЭС. Строительство станции на площадке в Пюхяйоки остановлено. Fennovioma ссылалась в своём решении на то, что в последние годы наблюдались значительные задержки в реализации проекта, а война на Украине только усугубила риски для него. По словам гендиректора Fennovoima Йоахима Шпехта, «Росатом» ещё в начале 2022 года предупредил финскую сторону о возможных задержках в проекте (и якобы существовал риск переноса проекта на несколько лет), глава Fennovoima называет это одной из причин, почему Финляндия отказалась от строительства АЭС «Ханхикиви-1».

«Росатом» планирует в полном объёме отсудить затраты на проект АЭС, подав иски на 3 млрд долл.
В свою очередь, Fennovoima начала арбитражное разбирательство в отношении «Росатома» относительно несостоявшегося проекта; общая сумма требований к «Росатому» составляет около 2 млрд евро, из которых 800 млн — это внесённый Fennovoima авансовый платёж в пользу RAOS Project (финская структура «Росатома»).
В декабре 2022 года Международный совет по разрешению споров (DRB) признал неправомерным расторжение контракта на сооружение.
В сентябре 2024 года начался снос зданий недостроенной АЭС. 